# Rostockmødet
 Denne artikel bør gennemlæses af en person med fagkendskab for at sikre den faglige korrekthed.

Rostockmødet er en konspirationsteori[kilde mangler] om et møde, der skulle have fundet sted 17. marts 1940 mellem den danske udenrigsminister P. Munch og Heinrich Himmler.
Besættelsen af Danmark 9. april 1940 skulle være aftalt der. Teorien om mødet blev især fremført af Jon Galster i 1950'erne. Det resulterede i, at Galster blev dømt for injurier. Der er hverken fundet arkivalier om eller troværdige vidner til mødet.
Mødedeltagerne var der tvivl om, men den eneste mødedeltager, som alle kan blive enige om, er Himmler. Nogle peger på, at udenrigsminister Munch deltog, andre peger på, at direktør Mohr fra udenrigsministeriet deltog. Der er også uenighed om tyske mødedeltagere.
Redaktør Ove Leif Guldberg, der var rygtets ophavsmand, hævdede først at have sine oplysninger fra to tyske officerer Grothmann og Brandt. Efter Brandts henrettelse i 1948, hævdede Guldberg kun at have sine oplysninger fra ham. Tre år efter hævdede Grothmann i anden sammenhæng, at han aldrig havde mødt Guldberg.
Jon Galster pegede som den eneste på, at udenrigsministeren var presset af sønnens homoseksuelle udskejelser, som denne var fængslet for i Tyskland, til at gå med på tyskernes vilkår ved Rostockmødet.

## Faktorer, der gør mødet usandsynligt
- Himmlers tjenestedagbog for den 17. og 18. marts 1940: Himmler kunne ikke have været i Rostock/Warnemünde den 17., fordi han det meste af dagen var på Wewelsburg, SS' ceremonielle hovedkvarter.

- Tidsplaner for færgeovergangen Gedser-Warnemünde og ordinære afgangs- og ankomsttider for Københavns og Berlins lufthavne viser, at Munch ikke kunne nå til mødet i Rostock. Både Munch og Mohr erindrer (ifølge Munch), at denne var i udenrigsministeriet klokken 10 om formiddagen den 18. marts til ministermøde. Udenrigsministerens fravær ville uden tvivl være blevet bemærket.

Tidplanerne og fartplanerne viser, at det var umuligt både at deltage i Rostockmødet og ministermødet klokken 10.00 dagen efter. Mohr mener, at have været i telefonisk forbindelse med Munch i Danmark omkring klokken 16.00 den 17. marts. Det kan være svært for Mohr at erindre en telefonsamtale, der lå en del år tilbage i tiden, men det er ikke urimeligt, at han var i kontakt med ministeren efter et møde i udenrigspolitisk nævn, hvor førstnævnte agerede på vegne af sidstnævnte.
- Pastor Schmidt, et tysksindet hovedvidne, hævdede at have set udenrigsminister Munch og dr. Jacobsen - en tysk officer, der deltog i mødet - i Rostock den 17. marts 1940. Schmidts tilstedeværelse i Rostock er umulig, for han var til konfirmation i Celle flere hundrede kilometer derfra.

- Besættelsen af Danmark hørte ikke under Himmler. Han var ”Reichsführer” for SS og chef for politiet. Besættelsen hørte under Ribbentrop.

- Hvorfor lave en ny aftale, når man havde en ikke-angrebspagt? – og hvorfor skulle tyskerne overholde en aftale, hvis de ikke havde i sinde at overholde ikke-angrebspagten?

- Det giver ingen mening, at varsko et andet land om et angreb.

- Det er heller ikke sandsynligt, at udenrigsminister Munch skulle glemme den neutralitetsaftale, han havde indgået med sine svenske og norske kolleger den 25. februar 1940. Det lyder usandsynligt, at Munch skulle have solgt Danmark for at redde sin søn fra Gestapo.

## Ekstern henvisning
- Mytedrab: Mødet i Rostock – aftalt spil bag den 9. april 1940? – artikel fra danmarkshistorien.dk
- www.spiegel.de (1951)